# Планисфера Контарини

Планисфера Контарини-Росселли. 1506

Планисфера Контарини — первая печатная карта мира, где запечатлён Новый свет, созданная в 1506 году.
Планисфера Контарини была нарисована Джованни Маттео Контарини и выгравирована на меди во Флоренции Франческо Росселли. Карта была издана во Флоренции и Венеции в 1506 году. Единственная уцелевшая копия карты, найденная в 1922 году, сейчас находится в Британской библиотеке.

## Эпоха Великих географических открытий
В предшествующие года было совершено множество географических открытий:
- Бартоломеу Диаш обогнул Африку с юга и вышел в Индийский океан (1487)
- Джон Кабот открыл остров Ньюфаундленд (1497)
- Васко да Гама совершил первое путешествие из Европы в Индию (1499)
- Христофор Колумб начал исследование Карибского моря и Южной Америки (1492–93, 1493–94, 1498, 1502–04)
- Америго Веспуччи совершил ряд путешествий в Карибское море и Южную Америку (1499, 1501–02)

Хотя и существовали карты, составленные во время этих путешествий, такие как карта Хуана де ла Коса (1500) и планисфера Кантино (около 1502), информация из этих карт тщательно скрывалась государством и держалась в строжайшем секрете. Было сделано ограниченное количество копий.

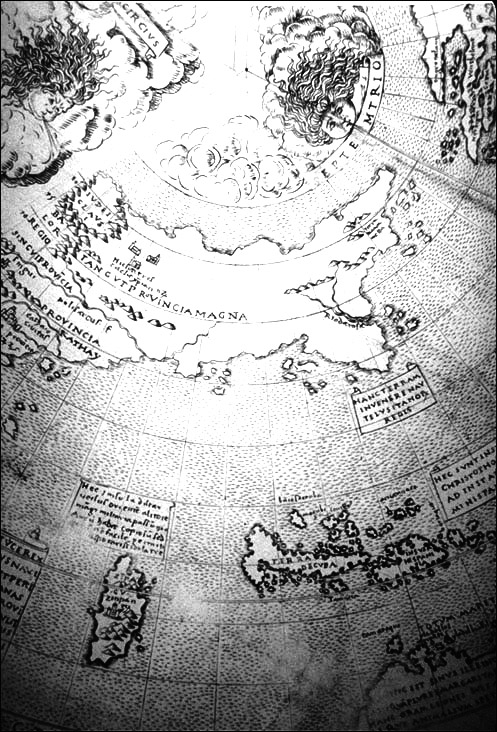
Фрагмент карты

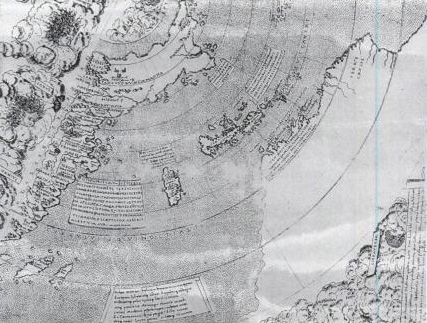
Фрагмент карты, показывающий Кубу, Сипанго и азиатское и южно-американское побережье

## Описание
В планисфере используется правильная коническая проекция, где параллелями являются концентрические круги, а меридианами — линии, начинающиеся на Северном полюсе.
На карте Контарини соединённые Гренландия и Ньюфаундленд формируют северо-восточную часть азиатского континента; американского континента там нет. В конце карты записана легенда: «Эта земля была открыта мореплавателями для короля Португалии», без сомнения, Мигелем и Гашпаром Кортириалами. Упоминаний о путешествиях Джона Кабота в легенде нет.
На карте также есть Куба и Испаньола; Куба отделена от Сипанго (название, данное Японии Марко Поло) узким морским проливом, а Япония (Сипанго), в свою очередь, отделена от Катая. Надпись рядом с Сипанго указывает: «Этот остров находится за 1500 миль к востоку от побережья Магри. На нём есть много золота, но его не так просто добыть. Там живут идолопоклонники.»; вероятно, автор ссылается на информацию, предоставленную Марко Поло.
Южная Америка показана как отдельный континент, расположенный на юго-востоке Азии.

## Представление очертаний мира
Ситуация радикально изменилась в 1506-1507 годах, когда были опубликованы три отдельных карты мира. Планисфера Контарини (1506) и глобус и карта Мартина Вальдземюллера (1507) имели некоторое влияние, но не были широко известны. На сегодняшний день существует только одна копия каждой карты, и обе были найдены в XX веке.
В отличие от предыдущих, карта мира Иоганна Реуша (1507) была намного более распространена и многие её копии существуют до сих пор. Поэтому карта имела большое влияние.